# Шармаувјер
Шармаувјер (фр. Charmauvillers) насеље је и општина у источној Француској у региону Франш-Конте, у департману Ду која припада префектури Монбелијар.
По подацима из 2011. године у општини је живело 274 становника, а густина насељености је износила 26,17 становника/km². Општина се простире на површини од 10,47 km². Налази се на средњој надморској висини од 850 метара (максималној 1.007 m, а минималној 500 m).

## Демографија
| 1962. | 1968. | 1975. | 1982. | 1990. | 1999. | 2011. |
| ----- | ----- | ----- | ----- | ----- | ----- | ----- |
| 270   | 277   | 234   | 229   | 189   | 207   | 274   |

График промене броја становника у току последњих година